# 中田易直
中田 易直（なかだ やすなお、1919年4月6日 - 2015年1月21日）は、日本の歴史学者。学位は、文学博士（國學院大學・論文博士・1985年）（学位論文「近世対外関係史の研究」）。中央大学名誉教授。日本近世史専攻。特に近世経済史・近世対外関係史を専門とする。米国初期日本占領政策の研究も行った。

## 来歴
秋田県仙北郡角館町（現仙北市）生まれ。本籍は大館町（現大館市）。1943年東京帝国大学文学部国史学科を卒業。中村孝也、辻善之助、坂本太郎に師事する。中村孝也『徳川家康文書の研究』編纂に尽力した。1985年「近世対外関係史の研究」で國學院大学より文学博士の学位を取得。
1945年文部省国史編修院編修官補となり、その後、文部省科学局科学官補として文部省史料館の設立の事務に携わる。1949年東京体育専門学校（のち東京教育大学）教授、1955年文部省教科書調査官、1959年茨城大学文理学部助教授、1964年中央大学文学部教授、図書館長、1990年名誉教授、城西大学招聘教授、客員教授、日本学術会議第一部長。三井文庫理事。2009年瑞宝中綬章受勲。
父は第四十八銀行取締役・中田亮直。第四代住友総理事中田錦吉は叔父にあたる。妻は千賀千代作の次女。

## 著書
- 『三井高利』人物叢書、（吉川弘文館）1959
- 『日本歴史全集 江戸幕府』（講談社）1970 江戸幕府という名の徳川家康伝
- 『近世対外関係史の研究』（吉川弘文館）1984

### 共著編・校訂
- 『歴史』笠原一男,福地重孝共著 NHK大学講座 1967-1968
- 『かな解読字典』中田剛直、浅井潤子、浅見惠共編 柏書房 1974
- 大岡清相編『崎陽群談』中村質共校訂 近藤出版社 日本史料選書 1974
- 『入門近世文書字典』林英夫共編 柏書房 1975
- 『用例かな大字典』中田剛直,新田英治,浅井潤子共編 柏書房 1977
- 『近世対外関係史論』（編）（有信堂）1977
- 高石屋通喬編著『糸乱記』（校訂・解説）（近藤出版社）1979
- 『かな<用例字典>』共編著 柏書房 1994
- 『近世日本対外関係文献目録』清水紘一共編（刀水書房）1999 近世対外関係文献を網羅的に編集した文献目録